# 우르스 뷜러
우르스 뷜러(Urs Bühler, 1971년 7월 19일 ~ )는 스위스의 테너로, 일 디보의 일원으로 잘 알려져 있다.